# Sauna gay

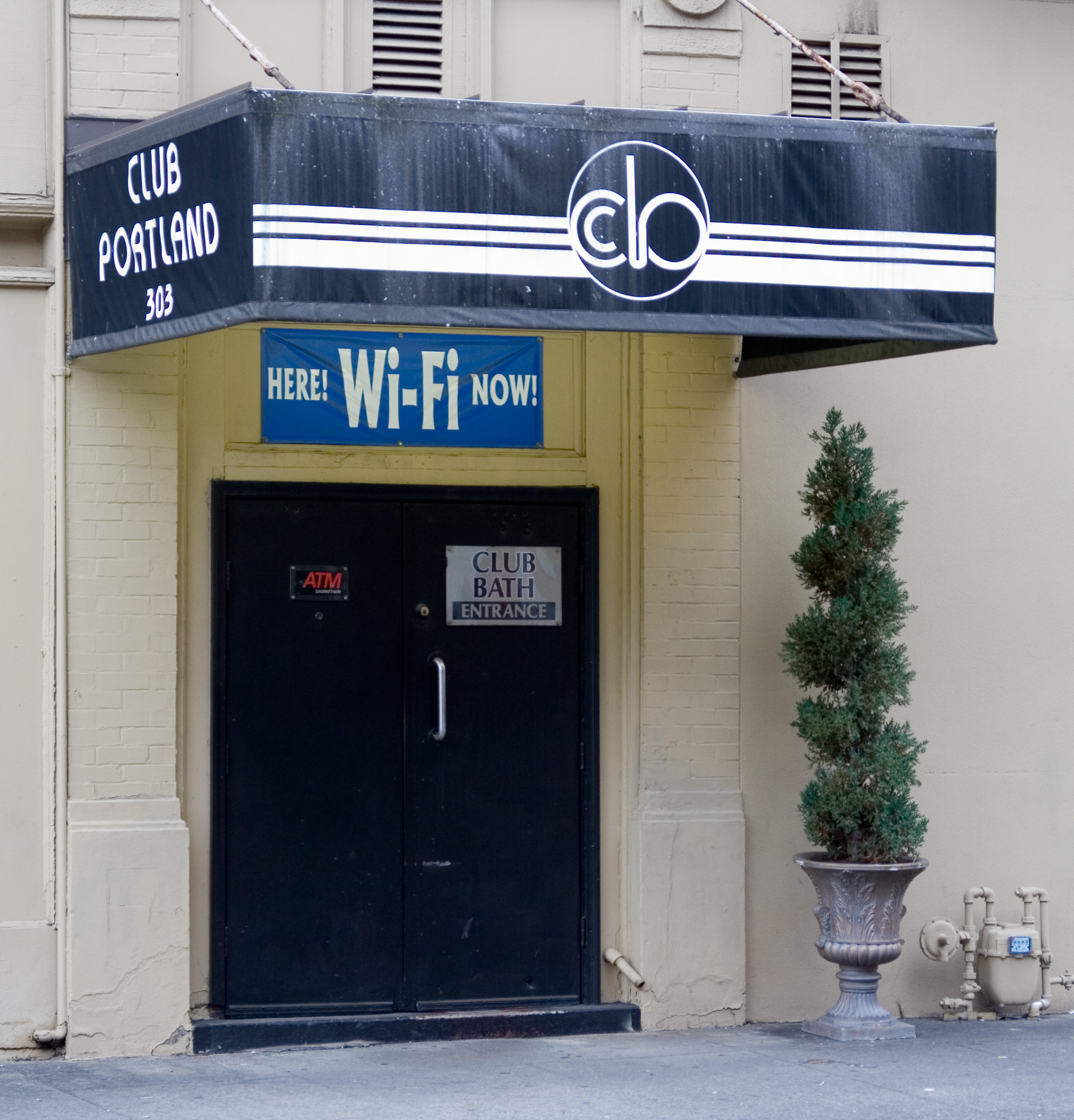
Una sauna gay negli Stati Uniti.

Una sauna gay (in inglese: gay bathhouse) è un esercizio commerciale assimilato alla spa, dotato di sauna, bagno turco, frequentato principalmente da omosessuali maschi.
Nei luoghi ove essi sono vietati, o motivo di pubblico scandalo, è generalmente utilizzata per avere rapporti sessuali tra uomini.

## Storia

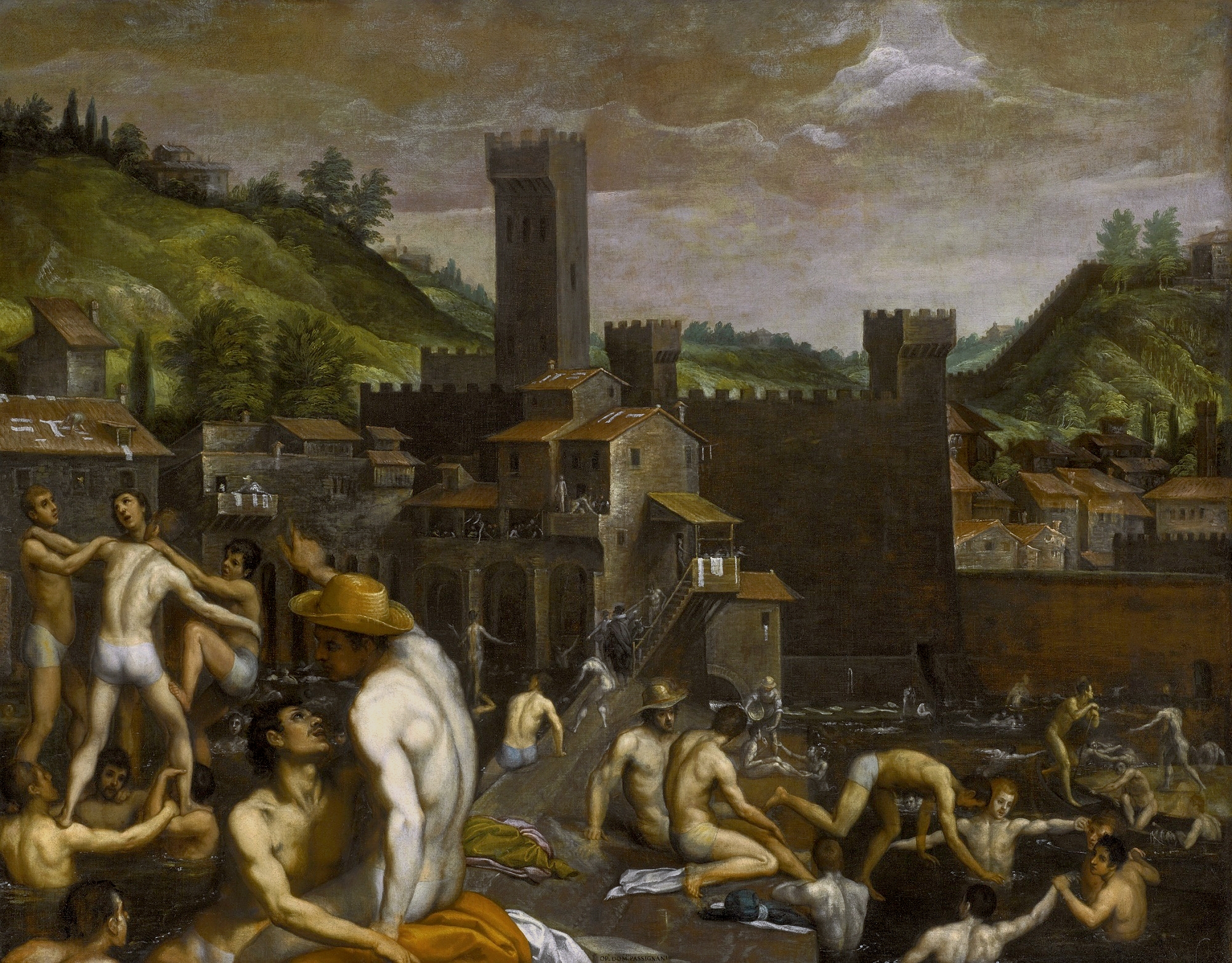
Passignano, Bagnanti a San Niccolò (1600)

### Età moderna e il XIX secolo
Ci sono già tracce di incontri sessuali tra uomini ai bagni o alle terme già nell'Antica Grecia e Roma. In età moderna le persecuzioni "anti-sodomia" a Firenze del 1492 si concentrarono nelle taverne, nei casini e nei bagni, il che lascia intendere che essi venissero già usati come luoghi per incontri omosessuali; l'11 aprile 1492 gli Otto di Guardia e Balia ordinarono al proprietario di un bagno di proibire l'ingresso a giovani sospettati di essere prostituti. Nello stesso anno dopo la conquista di Granada Isabella di Castiglia ordinò la chiusura di bagni pubblici perché sospetti di facilitare attività omosessuali.
Nel 1876 i bagni parigini di Bains de Gymnase a Rue du Faubourg-Poissonnière subirono un raid dalla polizia che portò all'arresto di sei uomini tra i quattordici e i ventidue anni per offese alla moralità pubblica e del proprietario con due impiegati per aver facilitato la pederastia.
Intanto a New York nascevano gli Everard Baths quando nel 1888 una chiesa fu convertita in bagni, che negli anni venti e trenta del ventesimo secolo furono frequentati prevalentemente da una clientela omosessuale e così rimase fino alla sua chiusura nel 1986.

### Il XX e il XXI secolo
Numerose gay bathhouses si svilupparono a New York dalla fine del diciannovesimo secolo e divennero talmente note per le attività omosessuali che si svolgevano in esse da attirare l'attenzione della polizia. Il 21 febbraio 1903 la polizia condusse un raid nella sauna dell'Ariston Hotel, che portò all'arresto di ventisei uomini e alla condanna di sette. Altre saune gay molto note erano i Produce Exchange Baths e, in particolare, i Lafayette Bath (gestiti dal 1916 da Ira e George Gershwin), immortalati dal pittore Charles Demuth, un loro assiduo frequentatore, nel dipinto Bagno turco con autoritratto. Come gli spogliatoi e le docce degli YMCA, le saune divennero presto un assiduo luogo di incontri e adescamenti per gli omosessuali newyorchesi, come testimoniano i diari del compositore Charles Griffes.
Intanto le bathhouses frequentate da una clientela prevalentemente omosessuale prolificavano anche in Europa, come bagni pubblici e bagni turchi. Nel 1910 aprirono al numero 92 di Jermyn Street di Londra i bagni turchi Savoy, che attiravano una clientela di anziani omosessuali e giovani prostituti. La sauna rimase aperta fino al settembre 1975 e nel corso della sua storia attirò anche una clientela famosa (seppur in incognito), tra cui Rock Hudson.
Le prime vere e proprie saune gay - intese come club o locali privati per una clientela esclusivamente omosessuale bisessuale - nacquero negli Stati Uniti negli anni cinquanta, come posti in cui uomini gay potessero esplorare la loro sessualità in sicurezza senza temere attacchi omofobi. Allo stesso modo, offrivano un'alternativa più sicura del sesso all'aperto. Negli anni sessanta, settanta e ottanta le saune gay si diffusero negli Stati Uniti, Australia e Regno Unito, prima di diffondersi anche in tutta Europa. Dato che offrivano opportunità per sesso anonimo e sicurezza, le saune gay venivano frequentate anche da celebrità che non potevano parlare e vivere pubblicamente la propria sessualità in pubblico. Truman Capote, per esempio, si recava spesso agli Everard Baths di New York durante gli anni sessanta e settanta, così come Gore Vidal, mentre Michel Foucault frequentò saune in California e Manhattan; anche Freddie Mercury e Rudol'f Nureev frequentarono saune gay a New York. Justin Fashanu, il primo calciatore dichiaratamente gay in Gran Bretagna, trascorse l'ultima notte prima del suo suicidio in una sauna gay a Sud di Londra.
A partire dagli anni duemila e 2010, quando l'omosessualità è stata accettata più ampiamente nel mondo occidentale, le saune gay hanno perso in parte la loro funzione di luogo sicuro in cui esprimere una sessualità proibita e perseguitata nel resto dei posti, diventando prevalentemente un luogo di svago - sessuale e non - ma anche un posto per accertarsi della propria salute fisica, dato che dopo la crisi dell'AIDS molte saune cominciarono ad offrire servizi di test per le malattie veneree più diffuse e pericolose, in primo luogo l'HIV.

## Nella cultura di massa
Le abitudini, lo stile di vita e i servizi offerti all'interno delle gay bathhouse sono stati portati in scena nell'opera teatrale The Ritz (1975) e nel suo successivo adattamento cinematografico del 1976, Il vizietto americano.